# 474
Năm 474 là một năm trong lịch Julius.